# بیلیالوو
بیلیالوو (به لاتین: Bilyalovo) یک منطقهٔ مسکونی در روسیه است که در باشقیرستان واقع شده‌است.